# Обґрунтовані сумніви (телесеріал)
Обґрунтовані сумніви (англ. Reasonable Doubts) — американський поліційний драматичний телесеріал створений Робертом Сінґером. Транслювався у США каналом «NBC» з 26 серпня 1991 року по 27 квітня 1993 року.

## У ролях
Головні
- Марк Гармон — Дікі Кобб, детектив
- Марлі Матлін — Тесс Кауфман, помічниця окружного прокурора
- Вільям Конверс-Робертс[en] — Артур Ґолд, окружний прокурор
- Ненсі Евергард[en] — Кей Локман
- Тім Ґрімм[de] — Брюс Кауфман
- Білл Пуґін — Бен Дуґлас

Повторювані
- Кей Ленц[en] — Меґґі Зомбро
- Джим Бівер — Ерл Ґаддіс, детектив
- Леслі Джордан — Марвін Сайзмор, громадський захисник Кліффорд Сайзмор
- Абрагам Альварес[nl] — Авґуст Тріандос, суддя
- Марні Ендрюс[en] — Андреа Клауссен, суддя
- Кім Джонстон Ульріх[en] — Ліла Саймон
- Ванесса Енджел — Пеґґі Елліотт, детектив
- Джастін Ісфельд — Джонні Когут
- Джеррі Дойл — Ґері Ферлонґ
- Річард Гант[en] — Елвін Пінкстон
- Спенсер Ґаррет[en] — Даррен Берк
- Джім Піррі[en] — Ашер Рот
- Джон Ф. О'Доног'ю[en] — судовий пристав
- Ґреґґ Генрі[en] — Велдон Льюїс
- Джон Денніс Джонстон — Карл Лоркі